# Choťánky
Choťánky (deutsch Chotianek) ist eine Gemeinde in Tschechien. Sie liegt drei Kilometer östlich von Poděbrady und gehört zum Okres Nymburk.

## Geographie

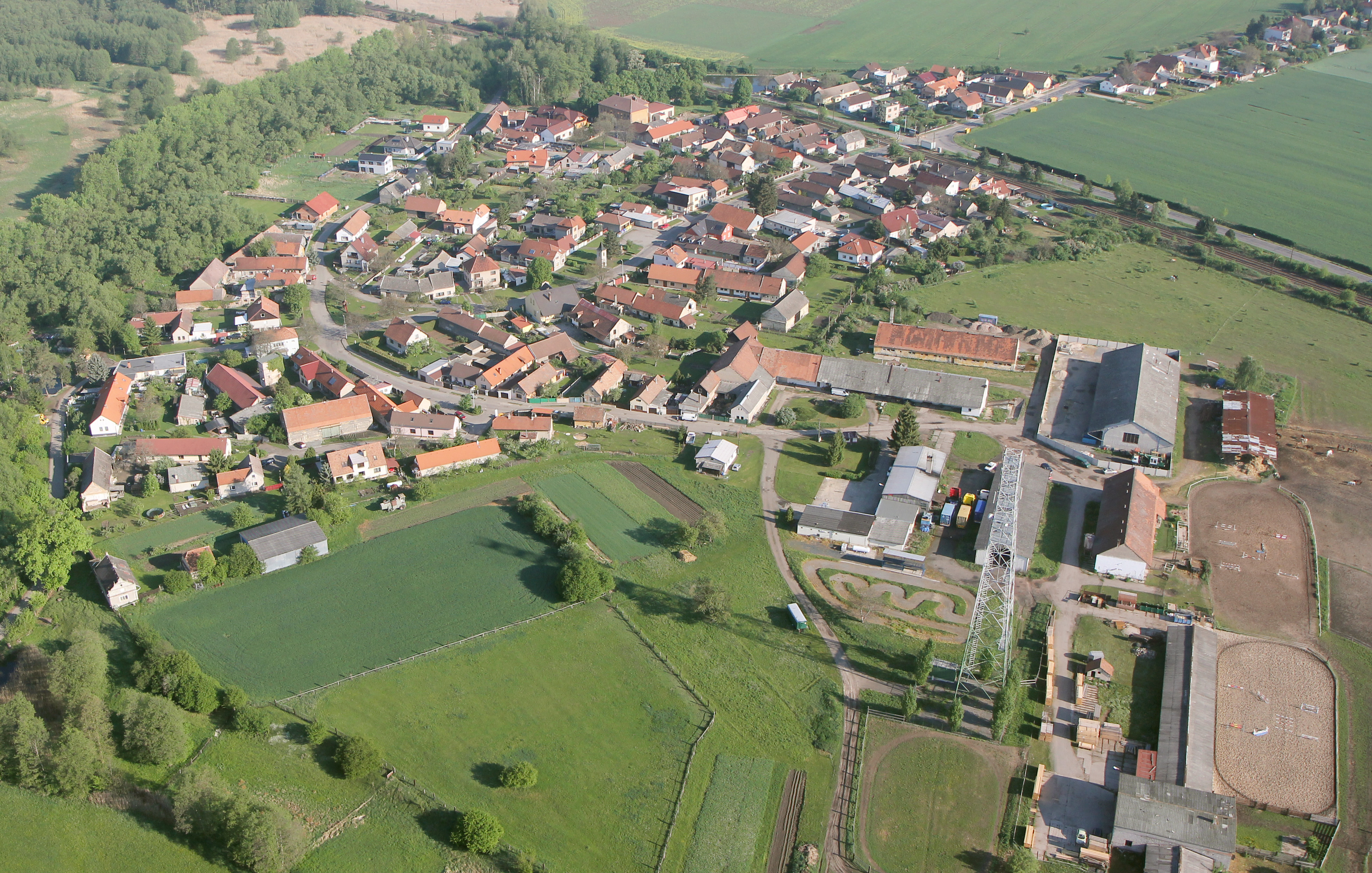
Luftbild von Chotanky

Choťánky befindet sich rechts der Elbe in den Elbauen auf der Böhmischen Tafel. Südlich liegt die Mündung der Cidlina, im Nordosten verläuft der Sánský kanál.
Durch den Ort verläuft ohne Halt die Bahnstrecke Kolín–Děčín. Im Süden befindet sich die Autobahn D 11/E 67 mit der Abfahrt 47 Poděbrady-východ, von der östlich an Choťánky vorbei die Staatsstraße 32 nach Jičín führt.
Nachbarorte sind Vystrkov, Vrčení und Pátek im Norden, Odřepsy im Nordosten, Libice nad Cidlinou im Südosten, Velký Osek und Oseček im Süden, Sokoleč im Südwesten, Kluk und V Zátiší im Westen sowie Poděbrady und Sanspareil im Nordwesten.

## Geschichte
Archäologische Funde beim Bau der Straße von Vrčení belegen eine Besiedlung während der Jungsteinzeit und Hallstattzeit. Im 10. Jahrhundert befand sich bei Choťánky eine befestigte Burg der Slavnikiden und nach deren Aussterben im Jahre 995 der Vršovci.
Die erste urkundliche Überlieferung von Chotětice stammt aus dem Jahre 1345. Zu dieser Zeit gehörte das Dorf zur Herrschaft Poděbrady. Die im Ort gelegene Feste war ein Lehn der Burg Poděbrady. Im 15. Jahrhundert, wahrscheinlich während der hussitischen Belagerung von Podiebrad im Jahre 1426, fiel die Feste wüst und erhielt später den Namen Kočičí hrádek (Katzenburg).
Bis zur Aufhebung der Patrimonialherrschaften verblieb Chotětice fast immer bei der Herrschaft Poděbrady. Die zur Katzenburg gehörigen Ländereien wurden aufteilt, Bauernhöfe angelegt und die Feste abgetragen. Im 18. Jahrhundert wurde der heutige Name Choťánky gebräuchlich. Ab 1850 bildete Choťánky eine Gemeinde im Bezirk Poděbrady. Im Jahre 1900 bestand der Ort aus 77 Häusern und hatte 419 Einwohner. Zum 1. Januar 1961 kam die Gemeinde zum Okres Nymburk.
Westlich von Choťánky liegt ein Golfplatz.

## Gemeindegliederung
Für die Gemeinde Choťánky sind keine Ortsteile ausgewiesen. Zu Choťánky gehören die Ansiedlungen Vrčení und Vystrkov (Wystrkow).

## Partnergemeinde
- Vrčeň, Tschechien

## Sehenswürdigkeiten
- Glockenturm, erbaut 1882
- Auwald Klucký luh, südlich des Dorfes
- Reste der Burgstätte der Slavnikiden, südöstlich des Dorfes